# Anna Seghers
Anna Seghers (en la vida civil Netty Radványi, nacida Reiling, Maguncia, 19 de noviembre de 1900 - Berlín, 1 de junio de 1983) fue una escritora alemana.

## Biografía
Anna Seghers fue la hija de un comerciante de arte llamado Isidor Reiling y su mujer Hedwig (nacida Fuld); la familia profesaba la religión judía ortodoxa. En 1924 se doctoró en la Universidad de Heidelberg con una disertación sobre los judíos y el judaísmo en la obra de Rembrandt.
Se casó en 1925 con el sociólogo húngaro László Radványi. En 1926 nació en Berlín su hijo Peter. Publicó su primera obra, un cuento llamado "Grubetsch", en 1927 bajo el nombre artístico Seghers (sin nombre de pila).
En 1928 nació su hija Ruth. También en ese año publicó su primer libro La revuelta de los pescadores de Santa Bárbara (Aufstand der Fischer von St. Barbara) con el pseudónimo Anna Seghers. Por este primer libro, a propuesta de Hans Henny Jahn, ganó en ese mismo año el premio Kleist. También en 1928 se unió al KPD (Partido Comunista Alemán, o Kommunistische Partei Deutschlands), durante las encarnizadas luchas que mantenía contra los nazis. En 1930 viajó por primera vez a la Unión Soviética. Tras la llegada al poder del nacionalsocialismo, fue arrestada temporalmente por la Gestapo; en Alemania, sus libros fueron prohibidos y quemados. Poco después pudo escapar a Suiza, desde donde se trasladó a París. En 1937 visitó Valencia para participar en el "II Congreso Internacional de Escritores para la Defensa de la Cultura".
En el exilio colaboró con revistas de emigrantes alemanes; fue colaboradora con el Neuen Deutschen Blätter (Periódico Nueva Alemania). Fue una de las fundadoras del Schutzverbandes Deutscher Schriftsteller en París. Con la llegada de la Segunda Guerra Mundial y la toma de París por parte de las tropas alemanas, su marido fue internado en el campo de concentración de Le Vernet en el sur de Francia. Anna Seghers consiguió escapar con sus hijos desde París a la parte del sur de Francia gobernada por Pétain. En Marsella intentó conseguir la liberación de su marido en cuanto hubo posibilidad de salir del país. Esta etapa constituye la base de su novela Tránsito (Transit) (publicada en 1944).
En marzo de 1941 fue de Marsella a través de la Martinica, Nueva York y Veracruz hasta Ciudad de México. Su marido, mientras tanto, encontró trabajo en universidades.
Anna Seghers fundó el club antifascista Heinrich Heine, del cual fue la presidenta. En 1942 publicó la que probablemente es su novela más conocida, La séptima cruz (Das siebte Kreuz), traducida al inglés en Estados Unidos y publicada en alemán en México. En junio de 1943 resultó gravemente herida en un accidente de tráfico, lo que le hizo pasarse un largo tiempo en el hospital. En 1944 Fred Zinnemann filmó La séptima cruz, lo que hizo a Anna Seghers mundialmente conocida.
En 1947 abandonó México y volvió a Berlín, como miembro del Partido Socialista Unificado de Alemania (Sozialistischen Einheitspartei Deutschlands), en principio en Berlín Oeste. En ese año se le otorgó el premio Georg Büchner. En 1951 ganó el Premio Nacional de la DDR y realizó un viaje a la República Popular de China.

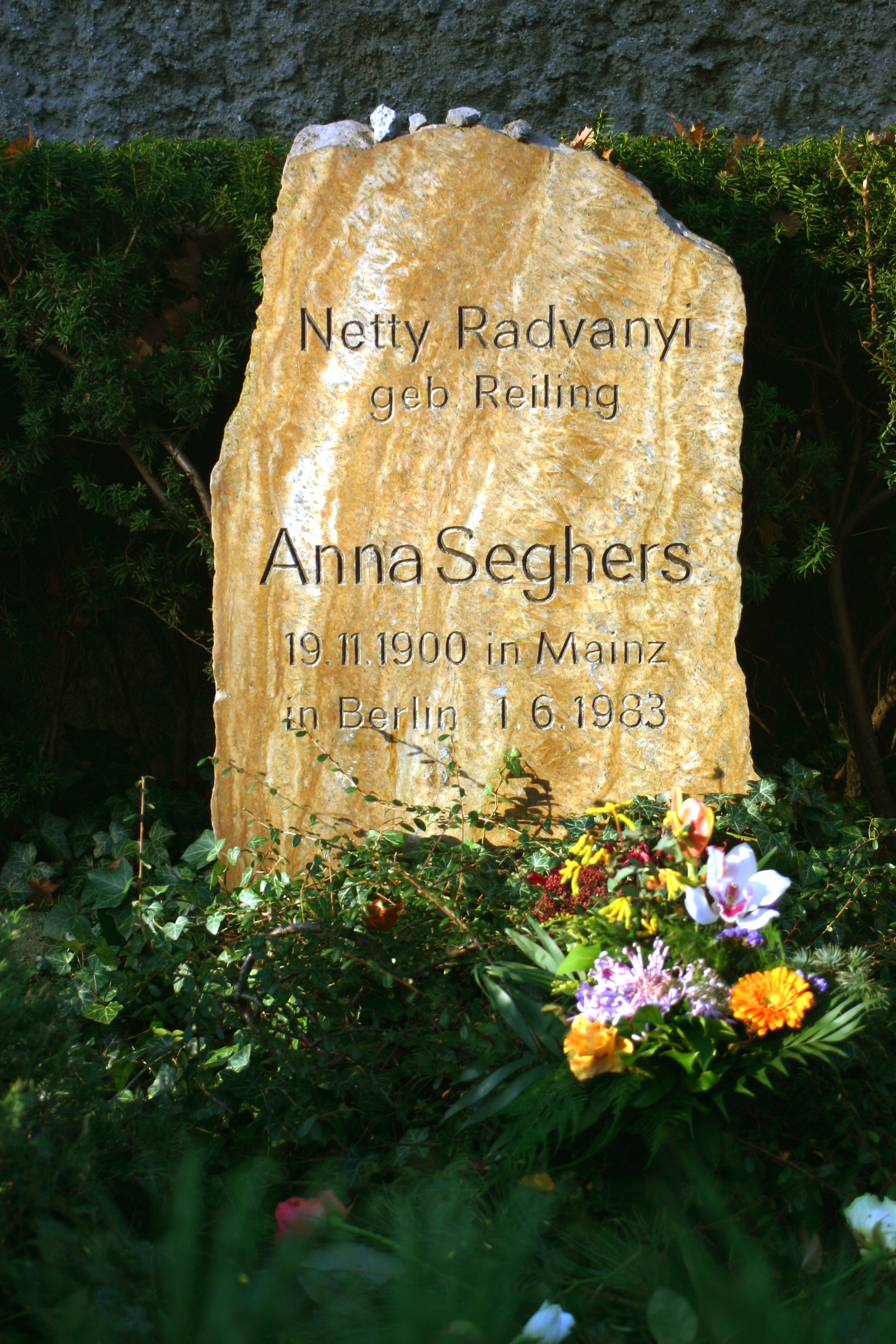
Tumba de Anna Seghers en Berlín.

Desde 1952 hasta 1978 fue la presidenta de la Federación de Escritores de la RDA. En 1955 Anna Seghers y su marido se mudaron a Volkswohlstraße 81 (calle hoy llamada Anna-Seghers-Straße), en Berlín-Adlershof, donde vivió hasta su muerte; hoy aloja un museo sobre su vida y obra.
Cuando en 1957 Walter Janka, el director de Aufbau-Verlages (una editorial donde Seghers también publicaba), fue procesado por una presunta "conspiración contrarrevolucionaria", ella intervino a su favor frente a Walter Ulbricht, sin éxito. En 1961 viajó a Brasil. En 1975 se la hizo Ciudadana de Honor de Berlín-Este. En 1978 murió su marido. En 1981 le fue otorgada la Ciudadanía de Honor de su ciudad natal, Maguncia. Anna Seghers murió el 1 de junio de 1983; fue enterrada en Berlín.

## Obras
- 1928 - Aufstand der Fischer von St. Barbara (La revuelta de los pescadores de Santa Bárbara)
- 1930 - Auf dem Wege zur amerikanischen Botschaft und andere Erzählungen
- 1932 - Die Gefährten
- 1933 - Der Kopflohn
- 1935 - Der Weg durch den Februar
- 1937 - Die Rettung
- 1940 - Die schönsten Sagen vom Räuber Woynok. Sagen von Artemis
- 1942 - Das siebte Kreuz (La séptima cruz)
- 1943 - Der Ausflug der toten Mädchen
- 1944 - Transit (Tránsito)
- 1948 - Sowjetmenschen. Lebensbeschreibungen nach ihren Berichten
- 1949 - Die Toten bleiben jung
- 1949 - Die Hochzeit von Haiti
- 1950 - Die Linie
- 1950 - Der Kesselflicker
- 1951 - Crisanta
- 1951 - Die Kinder
- 1952 - Der Mann und sein Name
- 1953 - Der Bienenstock
- 1958 - Brot und Salz
- 1959 - Die Entscheidung
- 1961 - Das Licht auf dem Galgen
- 1963 - Über Tolstoi. Über Dostojewski
- 1965 - Die Kraft der Schwachen
- 1967 - Das wirkliche Blau. Eine Geschichte aus Mexiko
- 1968 - Das Vertrauen
- 1969 - Glauben an Irdisches
- 1970 - Briefe an Leser
- 1970 - Über Kunstwerk und Wirklichkeit
- 1971 - Überfahrt. Eine Liebesgeschichte
- 1977 - Steinzeit. Wiederbegegnung
- 1980 - Drei Frauen aus Haiti
- 1990 - Der gerechte Richter